# روبرت روبنسون تايلور
روبرت روبنسون تايلور (بالإنجليزية: Robert Robinson Taylor) (8 يونيو 1868 – 13 ديسمبر 1942) كان مهندسًا ومعلمًا أمريكيًا. كان تايلور أول أفريقي أمريكي يلتحق بمعهد ماساتشوستس للتكنولوجيا، وأول مهندس أفريقي أمريكي منتدب عندما تخرّج في عام 1892. كان أحد الأعضاء الأوائل والمؤثرين في كلية معهد توسكيجي.
كان تايلور من السكان الأصليين في ويلمينغتون، كارولاينا الجنوبية، وبقي في مجال الممارسة المعمارية في الجنوب الأمريكي لأكثر من أربعين عامًا. صمم العديد من الأبنية الأولى لمعهد تيسكيجي، وللعديد من جامعات وكليات السود التاريخية الأخرى. باعتباره نائب القائد بوكر تي. واشنطن، وهو مؤسس معهد توسكيجي، كان لتايلور دور فعال في تخطيط الحرم الجامعي وابتكار المنهاج الدراسي الصناعي للمدرسة.

## نشأته
وُلد روبرت روبنسون تايلور في 8 يونيو عام 1868 في ويلمينغتون، كارولاينا الشمالية. عمل والده هنري تايلور نجارًا ورجل أعمال، ووُلد في العبودية لكنه حُرر في عام 1847 من قبل والده ومالكه أنغوس تايلور. كانت والدته إيميلي ستيل ابنة رجل معتوق حتى قبل الحرب الأهلية. غادر منزله ليلتحق بمعهد ماساتشوستس للتكنولوجيا في عام 1888، حيث درس الهندسة المعمارية. حصل على توصية لمنحة لورينغ في يونيو عام 1890 ومجددًا في سبتمبر عام 1891، وأخذها لسنتين دراسيتين متواليتين: 1890-1891 و1891-1892. خلال دراسته في معهد ماساتشوستس للتكنولوجيا، تحدث شخصيًا أكثر من مرة خلال أكثر من مناسبة مع بوكر تي. واشنطن. ما كان يخطط له واشنطن هو أن يطور تايلور البرنامج الصناعي في توسكيجي ويخطط لتشييد المباني الجديدة للحرم الجامعي ويوجهه. في اجتماع هيئة تدريس معهد ماساتشوستس للتكنولوجيا بتاريخ 26 مايو عام 1892، كان تايلور واحدًا من اثني عشر طالبًا مرشحًا للحصول على درجة في الهندسة المعمارية في الدورة الرابعة. كان صف عام 1892 الأكبر على الإطلاق منذ تأسيس معهد إم آي تي. لم يتجه تايلور بعد تخرجه مباشرةً إلى توسكيجي. قُبِل في النهاية بعرض توسكيجي في خريف عام 1892 أو شتائه.

## مسيرته المهنية
اكتمل أول مشروع بناء لتايلور في الحرم الجامعي لتوسكينجي، وهو قاعة العلوم (قاعة ثراشر)، في عام 1893. بُنيت قاعة العلوم الجديدة بالكامل من قبل الطلاب، وباستخدام طابوق من صنع الطلاب أيضًا وذلك تحت إشراف تايلور. جسد المشروع فلسفة واشنطن في ترسيخ قيمة العمل البدني ومكانته في طلاب توسكينجي، أحفاد الأفارقة الأوائل المستعبدين، وقدّم مثالًا للعالم على إمكانات الأمريكيين الأفارقة في مهنة البناء، وشدد على القوة الأكبر لمنهاج التدريب اليدوي الذي يُطوّر في توسكيجي. تبع ذلك عدد من الأبنية الأخرى، بما فيها مصلى توسكيجي الأصلي التي شُيد بين عامي 1895 و1898. بُني بعد الكنيسة مبنى ذي أوكس في عام 1899، وهو منزل رئيس جامعة توسكيجي.
منذ عام 1899 وحتى عام 1902، عاد إلى كليفلاند، أوهايو ليعمل بمفرده ومع شركة تشارلز دبليو. هوبكنز المعمارية. بعد عودته إلى توسكيجي من كليفلاند في عام 1902، كان مهندس «الصناعات الميكانيكية» ومديرها حتى تقاعده في منتصف ثلاثينيات القرن العشرين. من أجل تطوير منهاج سليم في توسكيجي، استلهم واشنطن وتايلور كلاهما من معهد ماساتشوستس للتكنولوجيا ليكون نموذجًا. أفصح تايلور عن إعجابه بمعهد إم آي تي نموذجًا لتطوير توسكيجي في خطاب ألقاه في المعهد في عام 1911. قدم تايلور أمثلة للكونغرس في عام 1911 في ورقة يشرح فيها الأفكار والنُّهج والأساليب الصارمة التي اعتمدها توسكيجي من معهد إم آي تي وطبّقها بنجاح في سياق مؤسسة تعليمية للسود.
صمم تايلور أبنيةً خارج توسكيجي أيضًا. تشمل هذه المباني مكتبتَي كارنيجي في جامعة ويلي في مارشال، تكساس، وفي جامعة ليفينغ ستون في سالسبيرغ، كارولاينا الشمالية. شيّد العديد من الأبنية مع شريكه الأخير، المهندس الأسود لويس إتش. بيرسلي في جامعة سيلما في سيلما، ألاباما، والمعبد الماسوني الملوّن، الذي يُعد أيضًا مبنى مكاتب ومكانًا ترفيهيًا، في برمنغهام، ألاباما.
عمل لفترة من الزمن نائبًا للمدير في توسكيجي ابتداءً من عام 1925. في عام 1929، وتحت رعاية مشتركة من صندوق فيليبس ستوكس، والحكومة الليبرالية، وشركة فايرستون للمطاط، ذهب إلى كاكاتا، ليبيريا لوضع الخطط المعمارية ووضع برنامج في التدريب الصناعي لمعهد بوكير واشنطن المقترح؛ «توسكيجي أفريقيا». عمل روبرت تايلور في لجنة الإغاثة من فيضانات وادي مسيسيبي إذ عيّنه الرئيس هربرت هوفر، وكان رئيس قسم توسكيجي في الصليب الأحمر الأمريكي.
بعد تقاعده إلى موطنه ويلمنغتون، كارولاينا الشمالية في عام 1935، عيّن حاكم كارولاينا الشمالية تايلور في مجلس أمناء ما يُعرف الآن بجامعة ولاية فايتفيل. علاوةً على ذلك، في عام 1942، وقبل تقاعده من توسكيجي بأقل من عشر سنوات، كتب إلى سكرتير قسمه في معهد إم آي تي يخبره بأنه قد خرج للتو من العلاج لمرض غير محدد في عيادات مايو في روتشيستر، مينيسوتا. وقال: «بفضل العناية الطبية والأطباء الماهرين، أصبحت الآن أفضل بكثير».